# Benthophilus mahmudbejovi
Benthophilus mahmudbejovi és una espècie de peix de la família dels gòbids i de l'ordre dels perciformes.

## Morfologia
Els mascles poden assolir els 6,6 cm de longitud total.

## Distribució geogràfica
Es troba al Mar d'Azov i a la mar Càspia.